# Liste des évêques de Tongres, Maastricht et Liège

## Évêques de Tongres-Maastricht (siège à Tongres)
Les dates de prise de fonction et de mort des évêques de Tongres sont incomplètes et parfois erronées. Le premier évêque sur lequel il existe des documents est Domitien de Tongres. Les évêques antérieurs au IVe siècle sont légendaires, car l'évêché a été créé au début des années 400.
| Portrait      | Nom               | Époque                     | Fait marquant |
| ------------- | ----------------- | -------------------------- | ------------- |
| Saint Materne | Saint Materne     | v. 315 - 328, voire v. 344 |               |
|               | Saint Navite      | ? - ?                      |               |
|               | Saint Marcel      | ? - ?                      |               |
|               | Saint Métropole   | ? - ?                      |               |
| Saint Séverin | Saint Séverin     | ? - ?                      |               |
|               | Saint Florent     | ? - ?                      |               |
|               | Martin de Tongres | ? - v. 350                 |               |
|               | Saint Maximin     | ? - ?                      |               |
|               | Saint Valentin    | ? - 293                    |               |
|               | Saint Servais     | 345 - 384 ou 407           |               |
|               | Saint Agricola    | ? - 503                    |               |
|               | Ursicin           | ? - 508                    |               |
|               | Designat          | ? - 508                    |               |
|               | Nesignat          | ? - 512                    |               |
|               | Sulpice           | ? - 519                    |               |
|               | Quirille          | ? - 521                    |               |
|               | Euchère Ier       | ? - 529                    |               |
|               | Saint Falcon      | 529 - 532                  |               |
|               | Euchère II        | ? - 535                    |               |
|               | Saint Domitien    | 535 - v. 549               |               |

## Évêques de Tongres-Maastricht (siège à Maastricht)
| Portrait      | Nom                     | Époque    | Fait marquant |
| ------------- | ----------------------- | --------- | ------------- |
|               | Saint Monulphe          | 549 - 597 |               |
|               | Saint Gondulphe         | 597 - 607 |               |
|               | Saint Perpète           | ? - 617   |               |
|               | Saint Jean Ier l'Agneau | 627 - 647 |               |
|               | Saint Amand             | 647 - 650 |               |
| Saint Remacle | Saint Remacle           | 652 - 662 |               |
|               | Saint Théodard          | 662 - 669 |               |
| Saint Lambert | Saint Lambert           | 669 - 705 |               |

## Évêques de Tongres-Maastricht-Liège (siège à Liège)
| Portrait | Nom               | Époque             | Fait marquant |
| -------- | ----------------- | ------------------ | ------------- |
|          | Saint Hubert      | 705 ou avant - 727 |               |
|          | Saint Floribert   | 727 - 746          |               |
|          | Fulcaire          | 746 - 765/768      |               |
|          | Agilfrid          | 768 - 787          |               |
|          | Gerbald           | 787 - 809          |               |
|          | Walcaud           | 809 - 831          |               |
|          | Pirard            | 831 - 838 ou 840   |               |
|          | Hartgar           | 838 ou 840 - 855   |               |
|          | Francon           | 856 - 901          |               |
|          | Étienne           | 901 - 920          |               |
|          | Hilduin           | 920 - 920          |               |
|          | Richer            | 920 - 945          |               |
|          | Hugues Ier        | 945 - 947          |               |
|          | Farabert          | 947 - 953          |               |
|          | Rathier de Vérone | 953 - 955          |               |
|          | Baldéric Ier      | 955 - 959          |               |
|          | Éracle            | 959 - 971          |               |

## Princes-évêques de Liège
Depuis la fin du Xe siècle, l'empereur a créé en faveur de Notger une principauté épiscopale faisant partie du Saint-Empire romain.
| Portrait | Nom                                                                              | Époque                           | Fait marquant |
| --- | -------------------------------------------------------------------------------- | -------------------------------- | --- |
| Notger | Notger                                                                           | 972 - 1008                       | Fondation de la Principauté de Liège |
| | Balderic II                                                                      | 1008-1018                        | |
| | Wolbodon                                                                         | 1018-1021                        | |
| | Durand                                                                           | 1021-1025                        | |
| | Réginard                                                                         | 1025-1037                        | |
| | Nithard de Liège                                                                 | 1037-1042                        | |
| | Wazon                                                                            | 1042-1048                        | |
| Théoduin de Bavière | Théoduin de Bavière                                                              | 1048-1075                        | |
| | Henri Ier de Verdun                                                              | 1075-1091                        | |
| | Otbert                                                                           | 1091-1119                        | |
| | Frédéric de Namur                                                                | 1119-1121                        | |
| | Albéron Ier de Louvain                                                           | 1122-1128                        | |
| | Alexandre Ier                                                                    | 1128-1135                        | |
| | Albéron II de Chiny-Namur                                                        | 1135-1145                        | |
| | Henri II de Leez                                                                 | 1145-1164                        | |
| | Alexandre II                                                                     | 1164-1167                        | |
| | Raoul de Zähringen Rudolf von Zähringen                                          | 1167-1191                        | |
| | Saint Albert de Louvain                                                          | 1191-1192                        | Nommé Cardinal par le pape Célestin III |
| | Lothaire de Hochstaden                                                           | 1192-1193                        | |
| | Simon de Limbourg                                                                | 1193-1195                        | |
| | Albert de Cuyck                                                                  | 1195-1200                        | |
| | Hugues de Pierrepont                                                             | 1200-1229                        | écrivain sous le pseudonyme de Jean Renart |
| | Jean d'Eppes                                                                     | 1229-1238                        | |
| | Guillaume de Savoie                                                              | 1238-1239                        | |
| | Robert de Thourotte                                                              | 1240-1246                        | |
| | Henri de Gueldre                                                                 | 1247-1274                        | A abdiqué |
| | Jean d'Enghien                                                                   | 1274-1281                        | évêque de Tournai |
| | Jean de Flandre                                                                  | 1282-1292                        | précédemment évêque de Metz depuis 1279/1280. |
| | Hugues de Chalon                                                                 | 1296-1301                        | devenu archevêque de Besançon |
| | Adolphe de Waldeck                                                               | 1301-1302                        | |
| | Thiébaut de Bar                                                                  | 1302-1312                        | |
| Adolphe de La Marck | Adolphe de La Marck                                                              | 1313-1344                        | signature de la Paix de Fexhe le 18 juin 1316 |
| Engelbert III de La Marck | Engelbert III de La Marck                                                        | 1345-1364                        | devenu archevêque de Cologne |
| | Jean d'Arckel                                                                    | 1364-1378                        | précédemment évêque d'Utrecht |
| | Arnould de Hornes Arnold van Horne                                               | 1378-1389                        | précédemment évêque d'Utrecht |
| | Jean III de Bavière                                                              | 1389-1418                        | a abdiqué |
| | Jean de Walenrode Johannes von Wallenrode                                        | 1418-1419                        | |
| | Jean de Heinsberg                                                                | 1419-1455                        | a abdiqué |
| Louis de Bourbon | Louis de Bourbon                                                                 | 1456-1482                        | à l'origine de la branche Bourbon Busset; destruction de Liège le 30 octobre 1468 par les troupes de Louis XI de France et de Charles le Téméraire |
| Jean de Hornes | Jean de Hornes                                                                   | 1484-1505                        | |
| Érard de La Marck | Érard de La Marck                                                                | 1505-1538                        | Initiateur de l'actuel Palais des Princes-Évêques de Liège, nommé Cardinal par le pape Léon X                                                      |
| Corneille de Berghes | Corneille de Berghes                                                             | 1538-1544                        | |
| Georges d'Autriche | Georges d'Autriche                                                               | 1544-1557                        | |
| Robert de Berghes | Robert de Berghes Robert van Bergen                                              | 1557-1564                        | |
| Gérard de Groesbeek | Gérard de Groesbeek Gerard van Groesbeek                                         | 1564-1580                        | |
| Ernest de Bavière | Ernest de Bavière Ernst von Bayern                                               | 1581-1612                        | |
| Ferdinand de Bavière | Ferdinand de Bavière Ferdinand von Bayern                                        | 1612-1650                        | |
| Maximilien-Henri de Bavière | Maximilien-Henri de Bavière Maximilian Heinrich von Bayern                       | 1650-1688                        | |
| Jean-Louis d'Elderen | Jean-Louis d'Elderen                                                             | 1688-1694                        | |
| Joseph-Clément de Bavière | Joseph-Clément de Bavière Joseph Clemens von Bayern                              | 1694-1723                        | |
| Georges-Louis de Berghes | Georges-Louis de Berghes                                                         | 1724-1743                        | |
| Jean-Théodore de Bavière | Jean-Théodore de Bavière Johann Theodor von Bayern                               | 1744-1763                        | Nommé Cardinal par le pape Benoît XIV |
| Charles-Nicolas d'Oultremont | Charles-Nicolas d'Oultremont                                                     | 1763-1771                        | |
| François-Charles de Velbruck | François-Charles de Velbrück                                                     | 1772-1784                        | |
| César-Constantin-François de Hoensbroeck | César-Constantin-François de Hoensbroeck Cesar Constantijn Frans van Hoensbroeck | 1784-1792                        | |
| François-Antoine-Marie de Méan | François-Antoine-Marie de Méan                                                   | 18 août 1792 - 28 novembre 1792  | |
| | Vacance de siège                                                                 | 29 novembre 1792 - 20 avril 1793 | |
| 17 février 1793 : Vote de la réunion du Pays de Liège à la République française. |                                                                                  |                                  | |
| François-Antoine-Marie de Méan | François-Antoine-Marie de Méan                                                   | 21 avril 1793 - 20 juillet 1794  | |
| Le 1er octobre 1795 a lieu la réunion effective de la Principauté de Liège à la République française à la suite du vote émis le 17 février 1793 auquel participaient les citoyens liégeois âgés de 18 ans et plus. |                                                                                  |                                  | |

## Suffragants de Liège
Parce que les princes-évêques ne recevaient pas toujours toutes les bénédictions d'un prêtre, on nommait un suffragant à côté du porteur du titre territorial. Celui-ci agissait comme le véritable chef ecclésiastique de l'évêché: il exerçait les fonctions liturgiques, bénissait les églises et les prêtres, contrôlait le culte, etc. En outre, il possédait souvent un épiscopat en dehors de l'évêché:
- Jacques de Vitry (1216-1219)
- Peter van den Eynde (ca.1524)
- Gedeon van der Gracht (ca.1544)
- Joannes Antonius Blavier (ca. 1685), évêque de Dionyse
- Lietbertus (1472-1474), franciscain, évêque de Beiroet
- Hubert Leonard (1474-1496), theologe, inquisiteur, carmélite, évêque de Darie (en Mésopotamie)
- Gérard de Groesbeek (1562-1565), puis prince-évêque de Liège
- Andreas Stregnart (ca. 1614)
- Steven Strechius (ca. 1619)
- Louis François de Rossius de Liboy (1696-1728), évêque de Thermopolis
- Jean-Baptist Gillis (1729-1736)
- Pierre-Louis Jacquet (1737-1763), évêque d'Hippone
- Charles-Antoine de Grady (1762-1767), chanoine
- Charles Alexander d'Arberg (1767-1786)
- François-Antoine-Marie de Méan (1786-1792), évêque d'Hippone, puis prince-évêque de Liège

## Évêques de Liège depuis le Concordat de 1801
En 1794, à la suite des guerres de la révolution liégeoise, l'armée impériale quitte la principauté de Liège, ce qui entraîne l'exil du dernier prince-évêque François-Antoine-Marie de Méan, puis en 1795, la Convention décrète l'annexion de la Principauté à la République française, entraînant par là même sa disparition.
Cette disparition sera entérinée en 1801 par le Concordat conclu entre Bonaparte et le pape Pie VII. Entre 1815 et 1830, le territoire sera sous contrôle du royaume uni des Pays-Bas. En 1830, l'évêché a été scindé par la nouvelle frontière entre la Belgique et les Pays-Bas. Dès 1853, la partie néerlandaise du territoire de l'ancien évêché fera partie du diocèse de Ruremonde, nouvellement érigé après la réhabilitation des catholiques. En 1967, l'évêché sera une deuxième fois scindé, suivant la frontière linguistique de Belgique. La partie néerlandophone deviendra le nouveau diocèse de Hasselt.
| Portrait                           | Blason | Nom | Naissance                                            | Époque      | Fait marquant                                                                                             |
| ---------------------------------- | ------ | --- | ---------------------------------------------------- | ----------- | --- |
| Jean-Évangéliste Zäpfel (Zaepfell) |        | Jean-Évangéliste Zaepffel | 3 décembre 1735 à Dambach-la-Ville Royaume de France | 1802 - 1808 | |
|                                    |        | Vacance de siège (1809 - 1815 : François Antoine Lejéas, évêque concordataire, nommé vicaire capitulaire avec H. Henrard et H. Partouns) |                                                      | 1808 - 1829 | - 1808 à 1814, Henri Henrard, vicaire capitulaire - 1814 à 1829, Jean-Arnold Barrett, vicaire capitulaire |
|                                    |        | Corneille Richard Antoine van Bommel né Cornelis Richard Anton van Bommel                                                                | 5 avril 1790 à Leyde Provinces-Unies                 | 1829 - 1858 | |
|                                    |        | Théodore de Montpellier | 24 mai 1807 à Vedrin Empire français                 | 1852 - 1879 | |
|                                    |        | Victor-Joseph Doutreloux | 18 mai 1837 à Chênée Belgique                        | 1879 - 1901 | |
|                                    |        | Martin-Hubert Rutten |                                                      | 1902 - 1927 | |
|                                    |        | Louis-Joseph Kerkhofs né Lodewijk Jozef Kerkhofs                                                                                         | 15 février 1878 à Val-Meer Belgique                  | 1927 - 1961 | Autorise le premier prêtre ouvrier (1942). Juste parmi les nations                                        |
|                                    |        | Guillaume-Marie van Zuylen | 4 janvier 1910 à Argenteau Belgique                  | 1961 - 1986 | |
|                                    |        | Albert Houssiau | 2 novembre 1924 à Hal Belgique                       | 1986 - 2001 | |
| Aloys Jousten                      |        | Aloys Jousten | 2 novembre 1937 à Saint-Vith Belgique                | 2001 - 2013 | |
|                                    |        | Jean-Pierre Delville | 29 avril 1951 à Liège Belgique                       | 2013 -      | |